# フェアモール富山

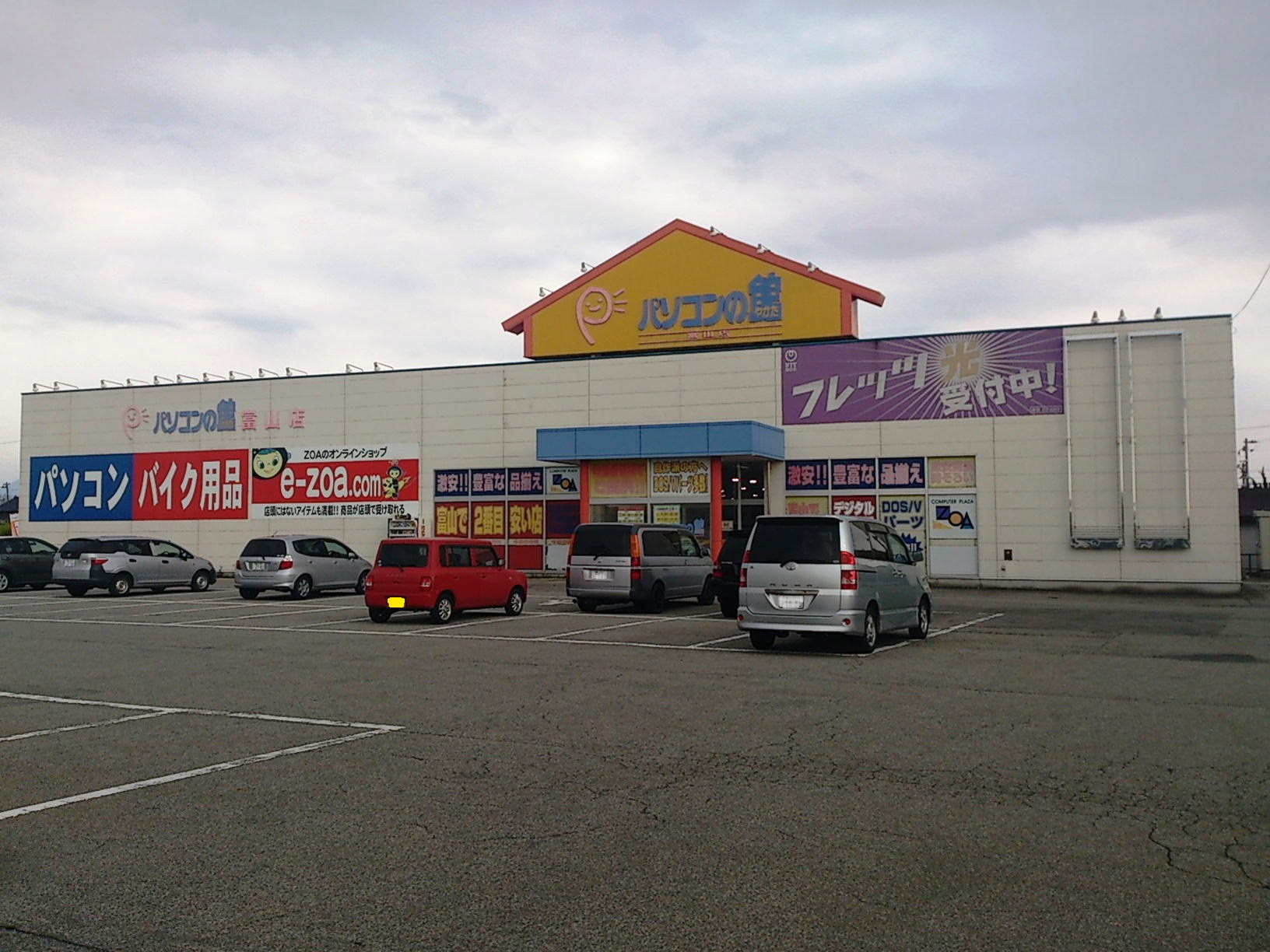
店舗南側に所在する別館「パソコンの館富山店」

フェアモール富山（フェアモールとやま、英: FAIRMALL TOYAMA）は、ユニー株式会社が管理・運営する富山県富山市上冨居（かみふご）に所在する、市内北部で最大規模のショッピングセンターである。核店舗はアピタ富山東店。

## 概要・立地
店舗が立地する富山市上冨居地内は、1990年代に入って宅地造成が進み、加えて当施設が開業したこと、また前後して富山市道綾田北代線と北陸本線（現：あいの風とやま鉄道線）の立体交差の完成により富山駅周辺と短時間で結ばれるようになったことを契機に一層ベッドタウンとしての側面を強めることとなった。
富山県道65号・北陸新幹線・あいの風とやま鉄道線が付近を通過し、富山貨物駅に隣接する。また、付近の富山市下冨居にあいの風とやま鉄道線の旅客新駅「新富山口駅」が2022年（令和4年）3月12日に開業した。

## 専門店街
ファッション
- ハニーズ（レディス）
- tome(アクセサリー）
- さが美（呉服）
- サンピネ（レディス）
- 馬瑠舎（レディス）
- AMO’S STYLE（ランファン）
- ブランド・オフ（インポート）
- ベネトン（ファミリー）
- コスビー（キッズ・ベビー）
- テンダーキッズ（キッズ・ベビー）
- ベベ（キッズ・ベビー）
- ミキハウス（キッズ・ベビー）
- ナルミヤ（キッズ・ベビー）
- ブルースカイ（キッズ・ベビー）
- ジュアン（レディス）
- ナチュラルガレージ（ファミリー）
- オッズオン・コンプレックス(レディス)
- ラ・エフ(レディス)
- ギャルフィット（レディス）
- コムサイズム（ファミリー）
- アン・ファミーユ・メルローズ（ファミリー）
- モルトピウ（服飾・バッグ）
- スペラモード（宝飾）
- エル・サカエ（宝飾）

暮らし
- くすりのやましん（ドラッグ）
- ザ・クロックハウス（時計）
- スーパースポーツゼビオ（スポーツ用品）
- イルーシ300（ギフト）
- ワッツウィズ（100円均一）
- くまざわ書店（書籍）
- メガネの三城（メガネ）

食品
- フルールリブラン（洋菓子・スイーツ）
- サーティワンアイスクリーム（アイスクリーム）
- ばらずし（寿司）
- お惣菜の神戸亭（和・中華・洋惣菜）
- 中島製茶 和香園（お茶）
- 築地銀だこ（たこ焼）
- グラーノグラーノ（食品コンセ）（インストアベーカリー）
- マドレーヌ ピーコック（お好み焼き・アイスクリーム）

飲食
- 七越茶屋（ファーストフード）
- レドール（喫茶）
- ミスタードーナツ（ファーストフード）
- マクドナルド（ファーストフード）
- ケンタッキーフライドチキン（ファーストフード）
- ワンダーパークカフェ（アミューズメント・カフェ）

サービス
- ナムコワンダーボウル（ボウリング）
- ほけんの110番(保険)
- シャレニー（写真館）
- きくら美容室アクアモール（美容室）
- ヤングドライ（クリーニング）
- 近畿日本ツーリスト（トラベル）
- エコ・プリント（DPE）
- ナムコワンダーパーク（アミューズメント）
- ケーブルテレビ富山アピタ東店（ケーブルテレビ・携帯電話機）

### 別棟
- パソコンの館富山店（パソコン販売・修理）
- au(携帯電話)
  - その他詳細はショップガイド参照。

## 交通アクセス
- あいの風とやま鉄道線新富山口駅下車徒歩
- 富山地方鉄道本線新庄田中駅下車徒歩22分
- 富山駅正面口バスターミナル4番のりばより富山地方鉄道バス81・84系統「県リハビリセンター」「（下赤江経由）済生会病院」「犬島・米田すずかけ台」にて約10分、上赤江住宅前下車徒歩17分
- 北陸自動車道富山ICより国道41号→富山県道65号を経由し約20分
- 国道8号富山高岡バイパス飯野新屋交差点より南へ富山県道65号を経由し約5分

## 周辺の主な施設・店舗
- アピアショッピングセンター
- 稲荷公園
- 富山県民会館分館 薬種商の館 金岡邸
- 富山県立中央病院
- 富山市民球場アルペンスタジアム
- 富山市立広田小学校
- 富山問屋センター
- 富岩運河環水公園（カナルパーク）
- 不二越 富山事業所